# Columnea ringens
Columnea ringens là một loài thực vật có hoa trong họ Tai voi. Loài này được Regel mô tả khoa học đầu tiên năm 1884.